# کازاک‌ها: جنگ‌های اروپایی
کازاک‌ها: جنگ‌های اروپایی (به انگلیسی: Cossacks: European Wars) یک بازی ویدئویی به سبک استراتژی هم‌زمان است که توسط شرکت جی‌اس‌سی گیم ورلد در سال ۲۰۰۱ برای مایکروسافت ویندوز به بازار ارائه شد.

## ماجرای بازی
ماجرای بازی در اروپای قرن‌های ۱۷ و ۱۸ بین ۱۶ کشور مطرح در سیاست اروپا می‌گذرد. بازیگر می‌تواند در ابتدای بازی از سه گزینه عملیات جنگی (campaign)، ماموریت جنگی (single mission) و نقشه تصادفی (random map) یکی را انتخاب کند.

## فرایند بازی
کازاک‌ها یک بازی صرفاً جنگی نیست، بنحوی که بازیگر باید منابع محدود خود (غذا، چوب، سنگ، زغال و...) را به‌درستی مدیریت کند تا بتواند به پیروزی برسد. در بسیاری از مراحل بازیگر با دو انتخاب مواجه است: آیا کلیه منابع خود را به حمله‌ای سریع علیه دشمن اختصاص دهد یا ابتدا به دفاع بپردازد و بعد از ارتقا کامل ارتشش اقدام به حمله کند؟

## نقاط قوت بازی
احتمالاً مهم‌ترین نقطه قوت بازی تنوع ملت‌های مختلف و تجهیزات آن‌ها می‌باشد که باعث می‌شود بازیگر با انتخاب هر ملت با نکات جدیدی روبرو شود.